# Groep De Jong (2002)
De Groep De Jong was een fractie in de Nederlandse Tweede Kamer, die op 3 oktober 2002 ontstond toen de Kamerleden Winny de Jong en Cor Eberhard zich afsplitsten van de Lijst Pim Fortuyn.

## Reden van afsplitsing
De Jong en Eberhard werden door een meerderheid van hun fractie verzocht op te stappen, nadat ze kritiek hadden geleverd op het 'ondemocratische bestuur van de fractie' en de 'onaantastbare positie' van fractiegenoot Ferry Hoogendijk binnen de LPF. De kritiek was het gevolg van het ontslaan van een fractiemedewerker van De Jong, nadat deze commentaar had geuit op het optreden van fractievoorzitter Harry Wijnschenk tijdens de Algemene beschouwingen. De Jong nam haar medewerker vervolgens zelf weer aan.
Nadat Eberhard en De Jong kritiek hadden geleverd op het 'ondemocratische bestuur van de fractie' en de 'onaantastbare positie' van Ferry Hoogendijk sprak een meerderheid van de LPF-fractie zich tijdens een crisisberaad uit voor een vertrek van het tweetal. De Jong en Eberhard gingen hierop als Groep-De Jong verder. LPF-fractievoorzitter Wijnschenk had in een lange en tumultueuze vergadering gedreigd een eigen fractie te beginnen met Hoogendijk, Schonewille, Palm, Zeroual, De Graaf, Ruiten, Smolders en Dekker. De meerderheid moest zich voegen naar zijn wil om te breken met De Jong en Eberhard. Wijnschenk werd gesteund door acht anderen. Aanleiding voor Wijnschenk om met zijn portefeuille te zwaaien zou de grote steun in de fractie zijn geweest om De Jong en Eberhard juist binnenboord te houden. Zij hadden zich bereid verklaard een loyaliteitsverklaring te tekenen, waarin zij excuses maakten en een mediastilte beloofden. Om de scheuring af te wenden, stelde Wijnschenk voor afzonderlijk te stemmen over de posities van De Jong en Eberhard. Negentien Kamerleden stemden voor een opstappen van De Jong, vijf LPF'ers ontbraken bij die stemming. Dertien LPF'ers stemden voor het vertrek van Eberhard, acht tegen. De Jong zou Wijnschenk als "incapabel" en Hoogendijk als "dictator" hebben afgeschilderd. Wijnschenk wilde dat behalve De Jong en Eberhard misschien eveneens Janssen van Raaij uit de fractie gezet zou worden. Het tweetal weigerde hun zetels op te geven. "Dikke lul", zou Eberhard tegen Wijnschenk hebben gezegd. "Fuck you! Bekijk het maar.".
Een meerderheid van de kiezers vond dat Eberhard en De Jong "terecht" uit de fractie waren gezet. Van de LPF-aanhang was 74 procent het met de actie eens, terwijl van alle stemgerechtigden 66 procent het vertrek van het duo toejuicht, aldus een representatieve enquête van het tv-programma 'Stem van Nederland'. Fractievoorzitter Wijnschenk hoefde van een kleine meerderheid van de kiezers (56 procent) niet op te stappen. Opvallend was echter wel dat een op de drie LPF-stemmers wel vond dat Wijnschenk moest opstappen. Bijna driekwart van de kiezers meende ook dat de unaniem weggestemde De Jong "niet helemaal in orde" zou zijn. Van de LPF'ers vond niet minder dan 83 procent dit.
Overigens was nog niet meteen zeker dat Eberhard en De Jong samen één fractie zouden vormen. Eberhard liet alleen weten dat ze wat hem betreft met z'n tweeën verder konden gaan. De Jong twijfelde nog: "Het kunnen ook twee eenmansfracties worden.".
Begin oktober 2002 lieten Eberhard en De Jong weten samen verder te gaan in de Tweede Kamer als de "Groep De Jong". Eberhard deelde mee weliswaar de LPF-fractie te hebben verlaten, maar toch tevens "gewoon lid van de LPF te blijven".
Volgens Theo de Graaf, een vertrouweling van Wijnschenk, bleken De Jong en Eberhard "onbekwame politici" te zijn. "Met deze mensen is in een fractie niet samen te werken. Dus moesten ze er uit.".
Na de val van het kabinet werd er druk gespeculeerd over de volgende verkiezingen. Eberhard sprak de voorkeur uit dan met de LPF te willen doorgaan, maar van die zijde bleken er vooral bezwaren tegen zijn fractiegenote De Jong te zijn gebleven. Hoogendijk kondigde aan meteen uit de LPF-fractie te zullen stappen indien de partij De Jong en  Eberhard weer zou terugnemen: "Dan ben ik binnen een halve minuut weg.".
In oktober 2002 registreerde De Jong de partij De Conservatieven.nl in bij de Kiesraad. Ze wilde zich gaan inzetten voor mensen "met een behaalde status in de maatschappij" en het "doorgeschoten beleid" op het gebied van de integratie, veiligheid en volksgezondheid "corrigeren". Ook Europees beleid zou een speerpunt worden. Aanvankelijk was nog niet bekend of Eberhard zich daarbij zou aansluiten.

## Verdere historie
Nadat korte tijd later ook Wijnschenk opstapt bij de LPF was er even sprake van dat De Jong en Eberhard zouden terugkeren in de LPF-fractie. De val van het kabinet-Balkenende I deed De Jong echter besluiten een eigen partij op te richten; DeConservatieven.nl. Bij de Tweede-Kamerverkiezingen 2003 haalde de partij slechts een paar duizend stemmen, en bleef daardoor ver verwijderd van een zetel.